# Campeonato Minuano de Fútbol 2013
El Campeonato Minuano de Fútbol 2013 o simplemente Minuano 2013 fue el torneo organizado por la Liga Minuana de Fútbol de Lavalleja que se llevó a cabo en la segunda mitad del año. En el mismo participaron 9 de equipos de la ciudad de Minas, 1 de Solís de Mataojo y otro de Villa del Rosario.
El modo de disputa fue de dos fases, la primera de liga donde clasificaron a la fase de play-off los siete mejores de la tabla además de Guaraní Sarandí que tenía su participación asegurada en calidad de campeón de la edición anterior sumando así 8 clubes. Los campeones de cada fase serían los finalistas.

## Primera fase: liga
Participaron 11 clubes: Estación, Solís, Granjeros, Guaraní Sarandí, Nacional, Lavalleja, Las Delicias, Olimpia, Lito, Barrio Olímpico y Sportivo Minas.
Se disputaron 10 fechas en las cuales todos los equipos se enfrentaron entre sí una sola vez.

### Posiciones
| Puesto | Equipo           | Pts | PJ |
| ------ | ---------------- | --- | -- |
| 1°     | Barrio Olímpico  | 26  | 10 |
| 2°     | Estación         | 19  | 10 |
| 3°     | Nacional         | 18  | 10 |
| 4°     | Guraní Sarandí   | 14  | 10 |
| 5°     | Las Delicias     | 14  | 10 |
| 6°     | Olimpia          | 12  | 10 |
| 7°     | Solís de Mataojo | 11  | 10 |
| 8°     | Lavalleja        | 11  | 10 |
| 9°     | Sportivo Minas   | 10  | 10 |
| 10°    | Lito             | 10  | 10 |
| 11°    | Granjeros        | 5   | 10 |

### Cuadro
|  | Cuartos de final   | Cuartos de final   | Cuartos de final   |   |                  | Semifinales       | Semifinales       | Semifinales       |  |  | Final                             | Final                             | Final                             |
|  | 23 y 27 de octubre | 23 y 27 de octubre | 23 y 27 de octubre |   |                  | 6, 9 de noviembre | 6, 9 de noviembre | 6, 9 de noviembre |  |  | 13 de noviembre y 23 de noviembre | 13 de noviembre y 23 de noviembre | 13 de noviembre y 23 de noviembre |
|  |                    |                    |                    |   |                  |                   |                   |                   |  |  |                                   |                                   |                                   |
|  | Guaraní Sarandí    | 1                  | 0 (3)              |   |                  |                   |                   |                   |  |  |                                   |                                   |                                   |
|  | Las Delicias       | 1                  | 0 (5)              |   |                  |                   |                   |                   |  |  |                                   |                                   |                                   |
|  | Las Delicias       | 1                  | 0 (5)              |   | Solís de Mataojo | 3                 | 0                 |                   |  |  |                                   |                                   |                                   |
|  |                    |                    |                    |   | Solís de Mataojo | 3                 | 0                 |                   |  |  |                                   |                                   |                                   |
|  |                    | Guaraní Sarandí    | 3                  | 4 |                  |                   |                   |                   |  |  |                                   |                                   |                                   |
|  | Lavalleja          | Guaraní Sarandí    | 3                  | 4 | 1                | 1                 |                   |                   |  |  |                                   |                                   |                                   |
|  | Lavalleja          |                    |                    |   | 1                | 1                 |                   |                   |  |  |                                   |                                   |                                   |
|  | Barrio Olímpico    | 2                  | 1                  |   |                  |                   |                   |                   |  |  |                                   |                                   |                                   |
|  |                    |                    |                    |   |                  |                   |                   |                   |  |  | Guaraní Sarandí                   | 1                                 | 1                                 |
|  |                    |                    | Barrio Olímpico    | 2 | 3                |                   |                   |                   |  |  |                                   |                                   |                                   |
|  | Olimpia            | 2                  | 3                  |   |                  |                   |                   |                   |  |  |                                   |                                   |                                   |
|  | Nacional           | 4                  | 4                  |   |                  |                   |                   |                   |  |  |                                   |                                   |                                   |
|  | Nacional           | 4                  | 4                  |   | Nacional         | 1                 | 0                 |                   |  |  |                                   |                                   |                                   |
|  |                    |                    |                    |   | Nacional         | 1                 | 0                 |                   |  |  |                                   |                                   |                                   |
|  |                    | Barrio Olímpico    | 1                  | 1 |                  |                   |                   |                   |  |  |                                   |                                   |                                   |
|  | Solis de Mataojo   | Barrio Olímpico    | 1                  | 1 | 0                |                   |                   |                   |  |  |                                   |                                   |                                   |
|  | Solis de Mataojo   |                    |                    |   | 0                |                   |                   |                   |  |  |                                   |                                   |                                   |
|  | Estación           |                    | 2 (4)              |   |                  |                   |                   |                   |  |  |                                   |                                   |                                   |

| Campeón Barrio Olímpico |
| Décimo título           |

## Clasificación a laCopa El País2014[4]
|   | Equipo          | Clasificado como |
| - | --------------- | ---------------- |
| 1 | Barrio Olímpico | Campeón 20113    |
| 2 | Guaraní Sarandí | Vicecampeón 2013 |